# Дело журнала Шпигель
Дело журнала Шпигель (нем. Spiegel-Affäre) — политический скандал в ФРГ, разразившийся в 1962 году, связанный с публикациями западногерманского еженедельного издания «Der Spiegel». После издания статей несколько сотрудников были арестованы и обвинены в государственной измене, но после выяснения всех обстоятельств освобождены из под стражи.

## Предыстория
Скандал был связан с конфликтом между министром обороны ФРГ Францем Йозефом Штраусом и основателем журнала «Der Spiegel» Рудольфом Аугштайном. Все началось с того, что издательство обвинило Штрауса в коррупционной сделке со строительной компанией FIBAG, которая получила множество контрактов на строительство военных объектов в стране. В этой связи в ФРГ началось парламентское расследование, не выявившее коррупционной схемы вокруг деятельности министра обороны страны.
Впоследствии журналисты продолжили критиковать деятельность министерства обороны. 10 октября 1962 года на страницах журнала «Der Spiegel» вышла статья под названием «Условно готов к защите». В ней автор Конрад Алерс подготовил обзор боеспособности бундесвера по итогам учений НАТО «Fallex 62». После рассмотрения деталей учений были приведены слова одного из командиров Североатлантического альянса с выводом о лишь частичной готовности военных сил Западной Германии защищать страну.

## Дело
В связи с выходом статьи Конрада Алерса множество журналистов издания были обвинены в государственной измене, так как некоторые документы, освещенные в статье, по мнению министерства обороны были засекречены. 26 октября 1962 года в офисах издания в Гамбурге были проведены обыски. Аугштайн и главные редакторы журнала были арестованы. Таким же образом, находящийся в Испании Конрад Алерс был взят под стражу местной полицией по требованию правительства ФРГ.
Канцлер Конрад Аденауэр был осведомлен об этом уголовном деле и проинформирован о действиях министра обороны Штрауса и министра юстиции Вольфганга Штаммбергера. Когда дело было предано огласке множество жителей страны вышли на протесты, требуя немедленного освобождения журналистов, так как это нарушало права и свободы прессы.
Изначально министр обороны отрицал все обвинения в свою сторону. Но в конце концов Штраус признал, что он содействовал развитию процесса, так как позвонил военному атташе посольства ФРГ в Испании с просьбой арестовать Алерса. В итоге, пять представителей партии СвДП, входящих в правящую коалицию, покинули свои министерские кресла, что вызвало раскол внутри руководства страны. Такие действия кабинета министров поставили под угрозу канцлерство Аденауэра, которого обвинили в поддержке подавления свободной прессы в стране.

## Итоги
26 ноября 1962 года полиция освободила офисы журнала «Der Spiegel», а 7 февраля 1963 года были освобождены Аугштейн, Алерс и другие работники издания. До этого, в декабре 1962 года Конрад Аденауэр сформировал новое правительство, лишив министерских портфелей Штрауса и Штаммбергера. 13 мая 1965 года высший апелляционный суд ФРГ отказался начинать судебное разбирательство в отношении Аугштейна и Алерса. Дело также было рассмотрено конституционным судом ФРГ в августе 1966 г., который вынес оправдательный вердикт по отношению к журналистам.

## Последствия
Скандал повлиял на дальнейшую политическую карьеру Франца Йозефа Штрауса, который не смог выиграть выборы 1980 года на пост канцлера, проиграв представителю СДПГ Гельмуту Шмидту. Само событие также отразилось на мнении общественности по отношению к канцлерству Аденауэра. Например, британский историк Фредерик Тейлор утверждал, что дело журнала Шпигель стало поворотным моментом в истории страны, так как позволило отвергнуть авторитарные взгляды старого режима в пользу более демократических ценностей, ставших основой современного немецкого государства.